# جوديل دوسو
جوديل دوسو لاعب كرة قدم  إسترالي يلعب مع نادي ملبورن فيكتوري.